# Harold Abrahams
Harold Maurice Abrahams (Bedford, Reino Unido; 15 de diciembre de 1899 - Enfield, Reino Unido, 14 de enero de 1978) fue un atleta británico especialista en pruebas de velocidad que fue campeón olímpico de los 100 metros lisos en los Juegos de París 1924 y cuya historia dio origen a la película Carros de Fuego (1981).

## Biografía
Harold Maurice Abrahams nació en Bedford, Reino Unido. Sus abuelos paternos fueron Abraham Klonimus y Esther Klonimus, judíos  residentes en Lituania. 
Uno de sus hijos, Isaac Klonimus, emigró a Gran Bretaña y se instaló en Bedford, lugar en el que escogió el nombre de Isaac Abrahams, en honor al nombre de su padre: Abraham. Isaac Abrahams fue el padre de Harold Abrahams.
Harold Abrahams fue educado en los mejores colegios del país. Estudió primero en la Escuela Repton, y más tarde pasaría a estudiar derecho en la Universidad de Cambridge. Su hermano mayor Sidney Abrahams también fue atleta y participó en el salto de longitud en los Juegos de Estocolmo 1912. 
Desde muy joven destacó como velocista y saltador de longitud, y continuó entrenando y compitiendo mientras estudiaba en Cambridge. Consiguió clasificarse para participar en los Juegos Olímpicos de Amberes 1920, aunque no obtuvo resultados muy destacables, siendo eliminado en los cuartos de final tanto en 100 como en 200 metros, y logrando una posición muy retrasada en salto de longitud. Eso sí, obtuvo el 4º puesto como parte del equipo británico de relevos de 4 x 100 metros.
Durante los años siguientes siguió siendo uno de los mejores velocistas británicos, pero aún estaba muy lejos de poder luchar por una medalla olímpica, que era su gran objetivo. Estimulado por su hermano Sidney, decidió contratar a un experto entrenador llamado Sam Mussabini, quien durante seis meses le sometió a una exigente preparación, especialmente para la prueba de 100 metros. Perfeccionaron la salida, su forma de correr, su forma física, así como los aspectos psicológicos de la competición.
Un mes antes de los Juegos Olímpicos de París 1924 consiguió en un mismo día batir los récords británicos de las 100 yardas (9,6 segundos) y de salto de longitud (7'37 metros), aunque el récord de las 100 yardas no fue reconocido oficialmente debido a un ligero desnivel favorable que había en la pista.
Ya en los Juegos de París, en las competiciones celebradas en el Estadio de Colombes, Abrahams logró dar la sorpresa en la final de los 100 metros disputada el 7 de julio, imponiéndose a todos sus rivales, incluido el campeón olímpico de 1920 Charlie Paddock, considerado como el gran favorito y que ni siquiera obtuvo medalla. La tercera posición fue para el neozelandés Arthur Porritt, quien años más tarde llegaría a ser Gobernador General de Nueva Zelanda.

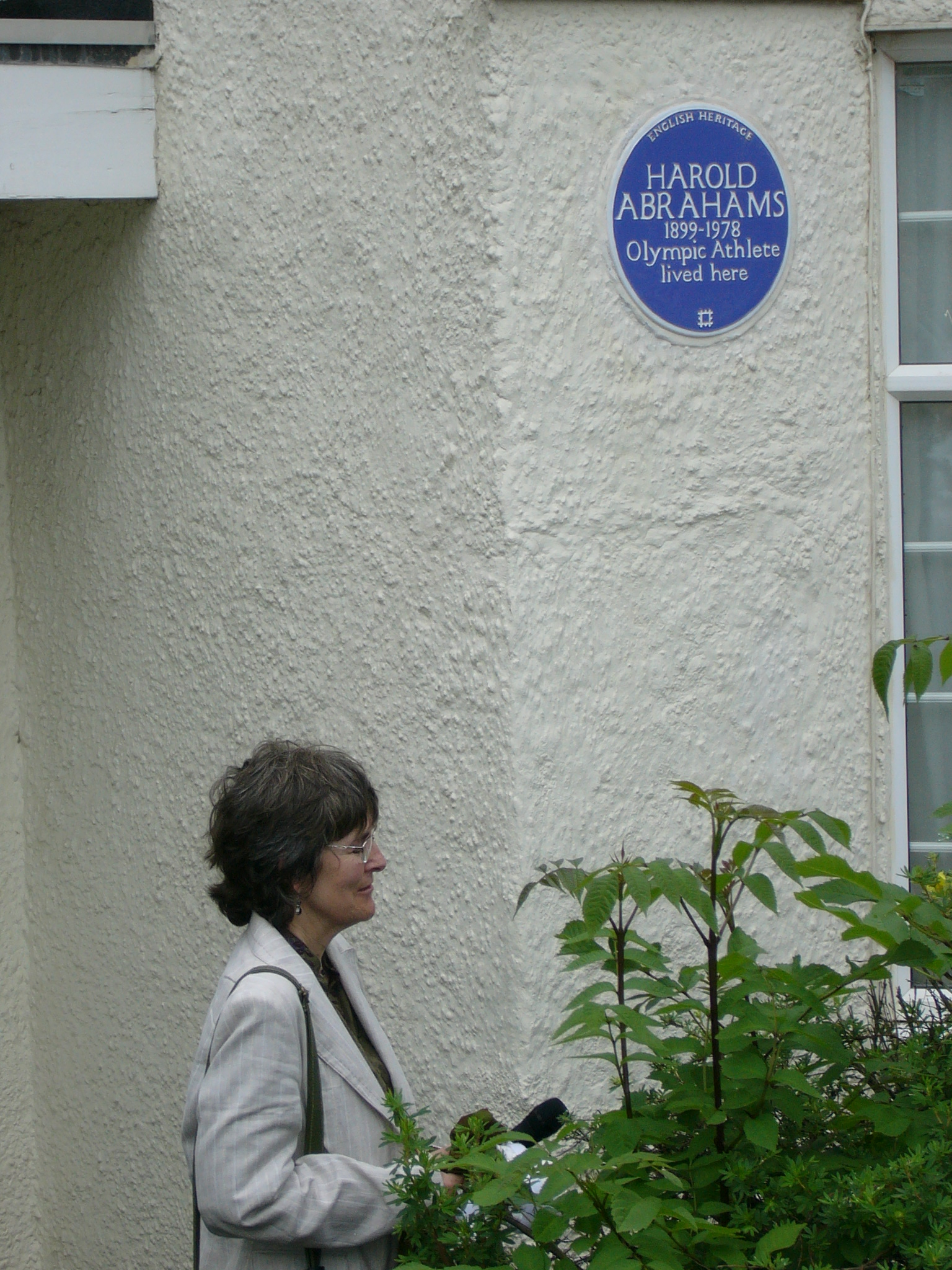
Sue Pottle en la inauguración de una placa dedicada a su padre Harold Abrahams, medallista de oro olímpico, en Hodford Lodge, 2 Hodford Road, Golders Green, Londres, el 17 de mayo de 2007.

Abrahams participó también en la prueba de 200 metros y disputó la final, aunque en esta ocasión solo pudo ser 6º. Por otro lado, en la prueba de relevos de 4 x 100 metros obtuvo una nueva medalla al ser los británicos segundos tras los estadounidenses. El equipo británico lo formaban por este orden Harold Abrahams, Walter Rangeley, Lancelot Royle y William Nichol.
Pocos meses más tarde, una lesión en el pie puso fin a su carrera deportiva de forma prematura. Concluyó sus estudios de derecho en Cambridge, aunque ejercería de periodista deportivo durante la mayor parte de su vida, y fue comentarista deportivo de la BBC radio. También llegó a ser presidente de la Federación Británica de Atletismo. Abrahams se convirtió al catolicismo en 1934.
Abrahams falleció en Enfield en 1978 a los 78 años. La película Chariots of Fire, dirigida por Hugh Hudson y estrenada en 1981, recoge su historia a través de un flash-back precisamente a partir del día de su funeral. Abrahams está interpretado por el actor Ben Cross, y el argumento se centra en su relación con otro atleta británico, Eric Liddell (Ian Charleson), un devoto cristiano y campeón de los 400 metros lisos en París 1924, y los conflictos de distinta índole que les afectan a ambos. Se recogen especialmente las dificultades que a Abrahams le plantea su condición de judío, con los prejuicios existentes en la sociedad inglesa de la época y como el deporte se convierte en una vía para ser aceptado dentro de la élite británica.

## Leyendas
Hay dos leyendas que han pasado de generación en generación sobre Harold Abrahams en los Juegos Olímpicos de Amberes 1920. La primera señala que el atleta envió una carta bajo un seudónimo al diario "London Time" mostrando su desencanto con la designación de su persona para representar a Gran Bretaña en dichos Juegos Olímpicos.
La segunda leyenda demuestra como su entrenador, Sam Mussabini, exigía el máximo en sus entrenamientos a Abrahams. Parece ser que le ponía trozos de papel a lo largo del recorrido, para que este supiese donde tenía que dar cada paso. Al finalizar, todos los pedazos de papel tenían que estar clavados en los clavos de las zapatillas de Harold Abrahams.
| Predecesor: Ralph Craig | Campeón Olímpico de 100 metros lisos Juegos Olímpicos de París 1924 | Sucesor: Percy Williams |